# 香叶基香叶醇
香叶基香叶醇（英語：Geranylgeraniol）是一种二萜醇，常温常压下为无色蜡状固体，是维生素E、维生素K和其它二萜类物质生物合成的中间体。
它具有醇的通性，如和三溴化磷反应，可以得到香叶基香叶基溴。